# 아오야기촌 (후쿠오카현)
아오야기촌(青柳村)은 일본 후쿠오카현 가스야군에 설치되었던 촌이다. 현재의 고가시의 일부에 해당한다.